# أحمد الفضلي (كاتب)
أحمد فالح الفضلي بدأ حياته صحفي في جريدة القبس الكويتية، له إصدارات ومؤلفات عديدة مع دار بلاتينيوم بوك أبرزها رواية ثورة ملامح التي حصلت على الكتاب الأكثر مبيعاً في معرض الكويت الدولي للكتاب السادس والثلاثون عام 2011، وسلالة الدم.

## المؤلفات
- ثورة ملامح، دار بلاتينيوم بوك، 200 صفحة، 2011.[1]
- سلالة الدم، دار بلاتينيوم بوك،[2] 2011.[3]
- موسوعة الكانيبال؛ آكلوا لحوم البشر، دار بلاتينيوم بوك، 224 صفحة، 2012.[4]
- ربيع لا ينبت ازهاراَ، دار بلاتينيوم بوك، 163 صفحة، 2013.[5]
- الملكي، دار بلاتينيوم بوك، 2012.[6]